# Maen Roch
Maen Roch község Franciaország Bretagne régiójában, Ille-et-Vilaine megyében. Új községként 2017. január 1-jén jött létre két korábbi község: Saint-Brice-en-Coglès és Saint-Étienne-en-Coglès egyesítésével. Lakosainak száma 5093 fő (2022. január 1.).

## Népesség
| Lakosok száma | 4666 | 4719 | 4850 | 4921 | 4958 | 5033 | 5097 | 5093 |
|               | 2013 | 2015 | 2017 | 2018 | 2019 | 2020 | 2021 | 2022 |